# 王维贤
王维贤（1922年—），男，北京昌平人，中国语言学家，杭州大学教授，曾任中国语言学会常务理事。